# Re:Birth
「Re:Birth」（リバース）は、米川英之が2009年3月3日にA-Stringからリリースしたシングルである。

## 解説
米川のソロ名義としては約8年4ヶ月ぶり、シングルとしては約12年6ヶ月ぶりにリリースされた5枚目のシングルである。2曲目の「Exotic Blue」では、自身初となる作詞を単独で行なった。

## 収録曲
| 全作曲・編曲: 米川英之。 |                                   |            |            |
| #                        | タイトル                          | 作詞       | 作曲・編曲 |
| 1.                       | 「Re:Birth」                      | 六ツ見純代 | 米川英之   |
| 2.                       | 「Exotic Blue」                   | 米川英之   | 米川英之   |
| 3.                       | 「永遠がはじまる」                | 六ツ見純代 | 米川英之   |
| 4.                       | 「Re:Birth (Instrumental)」       | 六ツ見純代 | 米川英之   |
| 5.                       | 「Exotic Blue (Instrumental)」    | 米川英之   | 米川英之   |
| 6.                       | 「永遠がはじまる (Instrumental)」 | 六ツ見純代 | 米川英之   |